# Sam Shankland
Samuel L. Shankland (San Francisco, 1 oktober 1991) is een Amerikaans schaker met FIDE-rating 2678 in 2017. Hij is sinds 2011 een grootmeester (GM). Hij was kampioen van de staat Californië in 2008, 2009, 2011 en 2012, in 2009 was hij kampioen van de staat-kampioenen. In 2008 was hij derde bij het wereldjeugdkampioenschap in de categorie tot 18 jaar, in 2010 won hij het juniorkampioenschap van de VS. In 2014 was hij lid van het Amerikaanse team bij de 41e Schaakolympiade, Shankland leverde de beste individuele prestatie aan het reservebord. In 2016 was hij lid van het VS-team dat de 42e Schaakolympiade won. In september 2016 was hij speler 57 op de wereldranglijst.

## Beginjaren
Shankland werd geboren in San Francisco. Hij leerde op zesjarige leeftijd schaken, hij speelde op zijn tiende zijn eerste toernooi.

## Opleidingen
Shankland kreeg schaakonderricht op de Berkeley Chess School.
Shankland studeerde in 2014 af in de economie, aan de Brandeis University.

## Schaakcarrière

### 2008 - 2010
- In 2008 won Shankland het Pacific Coast Open en het kampioenschap van de staat staat Californië. Hij maakte zijn internationale debuut bij het Wereldjeugdkampioenschap schaken in de categorie tot 18 jaar; hij werd gedeeld eerste met Ivan Saric en Nguyen Ngoc Truong Son, derde na tiebreak.
- Hij behaalde de titel Internationaal Meester (IM).[1]
- In 2010 won hij het VS Schaakkampioenschap voor junioren, hetgeen hem kwalificeerde voor het kampioenschap van de VS in 2011.[7]

### 2011 - 2015
- Op het Berkeley International behaalde Shankland in januari de titel grootmeester (GM).[8]
- In 2011 werd hij gedeeld 2e–7e in het ZMDI Schaakfestival in Dresden.[9]
- Bij het kampioenschap van de VS werd hij derde.[10] Dit kwalificeerde hem voor deelname aan de FIDE Wereldbeker Schaken in 2011.
- In het toernooi om de Wereldbeker schaken 2011 versloeg hij in de eerste ronde GM Peter Leko, in de tweede ronde werd hij uitgeschakeld door Abhijeet Gupta.[11]
- In 2012 won hij het Northern California International toernooi.[12]
- In 2013 nam Shankland als lid van het Amerikaanse nationale team deel aan het Pan-Amerikaanse Teamkampioenschap in Campinas, Brazilië, gewonnen door de VS.[13]
- In 2013 kreeg Shankland als 27ste Amerikaanse schaker een Samford Fellowship, een donatie die zorgt dat een speler zich een jaar zonder financiële zorgen aan zijn schaaktechnische ontwikkeling kan wijden.[14]
- Hij won het ZMDI Open in Dresden, Duitsland.[15]
- In 2014 won Shankland bij de 41e Schaakolympiade in Tromsø, Noorwegen, de gouden medaille voor de beste prestatie aan het reservebord, 9 pt. uit 10.[16] In ronde 8 versloeg hij GM Judit Polgar in haar laatste als professional gespeelde partij.[17]
- Shankland werd gedeeld eerste op het Schaakkampioenschap van het Amerikaanse continent, waarmee hij zich kwalificeerde voor de wereldbeker Schaken 2015.
- Op 14 december 2014 bereikte Shankland een plaats in de wereldwijde top 100 van schakers.[18]
- Na zijn gouden medaille in Tromsø werd Shankland in 2015 ingezet aan bord 1 van het team van de VS bij het Wereldkampioenschap schaken voor landenteams, waar hij remises behaalde tegen Levon Aronian, Aleksandr Grisjtsjoek en Boris Gelfand.
- In 2015 werd hij, met 9 pt. uit 13, derde in de Challengers groep van het Tata Steel Schaaktoernooi.[19]
- Bij de Wereldbeker schaken 2015 versloeg hij GM Ivan Popov in de eerste ronde, maar verloor in de tweede ronde van GM Hikaru Nakamura.

### 2016 - heden
- In maart 2016 won Shankland het Fargenes International toernooi.
- In juni 2016 won hij het Edmonton International.[20]
- In augustus 2016 won Shankland het Biel Masters toernooi.[21]
- In september 2016 speelde hij bij de 42e Schaakolympiade aan bord vier van het team van de VS; de VS won voor de eerste keer sinds 1976.

## Overige activiteiten
In 2016 nam hij deel aan het eerste seizoen van de reality spelshow bij FOX, genaamd Kicking & Screaming. Met teamgenoot Caleb Garmany eindigde hij op een achtste plaats.

## Externe koppelingen
- (en)   Informatie over schaakpartijen van Sam Shankland op ChessGames.com
- (en)   Informatie over schaakpartijen van Sam Shankland op 365chess.com
- (en)  FIDE-ratinggegevens voor Sam Shankland
- eigen website Sam Shankland